# Diamond Jubilee State Coach

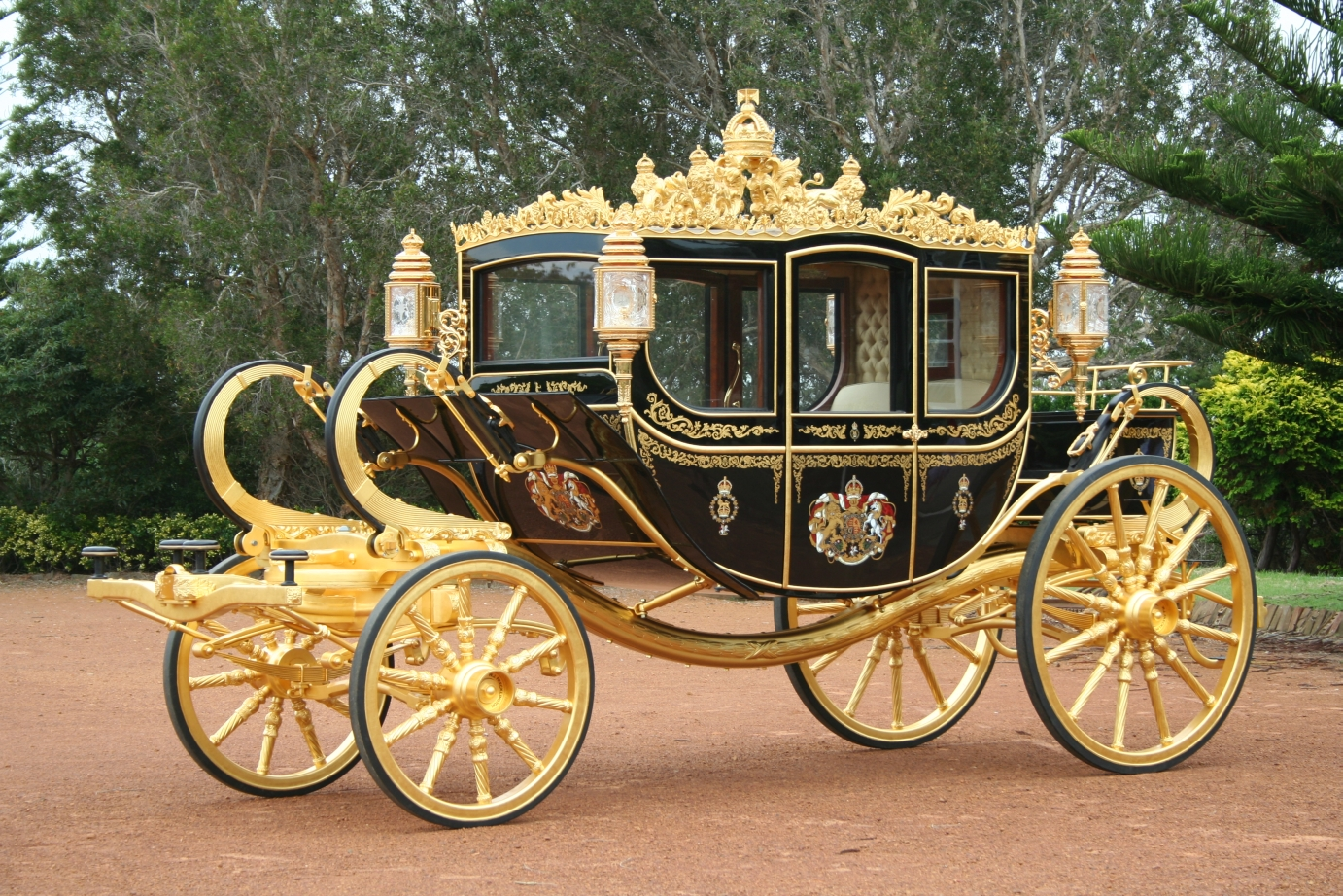
O Diamond Jubilee State Coach.

O Diamond Jubilee State Coach (em português: Carruagem de Estado do Jubileu de Diamante; inicialmente conhecido como o State Coach Britannia) é uma carruagem de seis cavalos que foi feita para comemorar o 80º aniversário da Rainha Isabel II do Reino Unido, mas a conclusão foi adiada por quase 8 anos. Eventualmente, tornou-se uma comemoração do Jubileu de Diamante da Rainha.
A carruagem foi utilizado pela primeira vez na abertura do Parlamento em 4 de junho de 2014. Tem estado em serviço regular desde que, freqüentemente usado para visitas de estado, e é alojado no Royal Mews junto com as outras carruagens de estado. 
A carruagem foi usada para transportar o rei Carlos III e a rainha Camila do Palácio de Buckingham para sua coroação na Abadia de Westminster.

## Fundo
A carruagem foi construída na Austrália pelo coachbuilder W. J. Frecklington, anteriormente responsável pela construção do 1988 Australian State Coach. Embora concluído em 2010, o treinador não chegou a Londres até março de 2014 devido a problemas com o financiamento de seu transporte. Antes disso, o Palácio de Buckingham alegava que Frecklington havia completado o treinador por sua própria iniciativa e que não era um oficial da realeza oficial, embora Frecklington afirmasse que o treinador tinha sido endossado (mas não comissionado) pelo Palácio de Buckingham. No entanto, o treinador foi posteriormente comprado pela Royal Collection Trust por uma quantia não revelada e agora faz parte da Royal Collection e pode ser oficialmente colocado em uso.

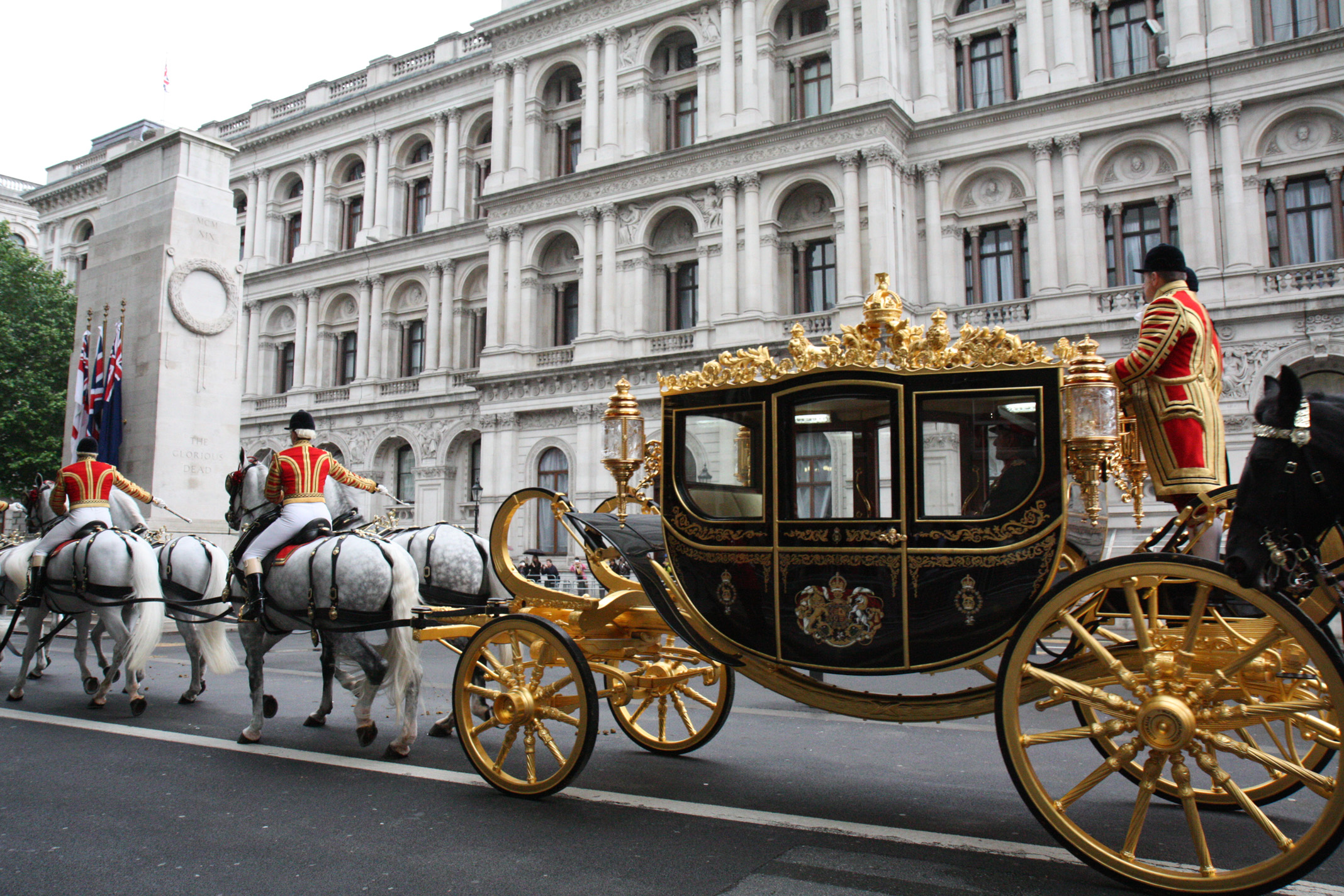
Em uso no 2014 State Opening of Parliament, postillion-driven com 3 pares de cavalos Windsor Grey.

A intenção de Frecklington era criar um treinador que encapsulasse a história e a herança do Reino Unido, incorporando material dos edifícios históricos, navios e outros artefatos da Grã-Bretanha. O treinador do Jubilee State Coach é, portanto, uma representação especialmente ampla dos grandes eventos, figuras e objetos da história britânica já reunidos, itens diretamente relacionados a mais de 30 reis e rainhas da Inglaterra, Escócia e Irlanda, os personagens mais influentes na Inglaterra. história, suas maiores vitórias, seus lugares mais preciosos e suas maiores contribuições para o mundo.
Frecklington financiou a construção do treinador como uma iniciativa privada com alguma ajuda do governo australiano na forma de um subsídio de US $ 250.000. A carruagem pesa 2,75 toneladas e tem 18 pés de comprimento (5,5 m) e 11 pés de altura (3,4 m). Como o Australian State Coach, a carruagem de estado do Jubileu de diamante tem janelas elétricas, aquecimento e estabilizadores hidráulicos.

## Descrição
- A coroa no topo do telhado é esculpida em madeira da capitânia da Lord Nelson, HMS Victory.
- Segmentos de madeira da Torre de Londres, Abadia de Westminster, Catedral de São Paulo, Castelo de Edimburgo, navio de Mary VIII, Mayflower, Castelo de Balmoral, Palácio de Blenheim, Castelo de Caernarfon, Catedral da Cantuária, Catedral de Carlisle, Catedral de Chichester, Catedral de Durham, Ely Catedral, Palácio de Hampton Court, Palácio de Holyrood, Palácio de Kensington, Catedral de Lincoln, Catedral Anglicana de Liverpool, Osborne House, Catedral de Salisbury, Capela de São Jorge, Castelo de Stirling, O Palácio de Westminster, o Royal Pavilion, a Casa Branca em Kew, Wells Cathedral, A Catedral de Westminster, a Catedral de Winchester, o Castelo de Windsor, a Catedral de York e outros estão embutidos no forro interior da carruagem.
- Também está incluído o material doado pelo governo escocês da Stone of Scone, madeira da Ferriby Boats (~ 1800BC), um segmento de material doado pelo governo canadense da expedição Franklin 1845 e outros do antigo iate real MHY Britannia, HMS Endeavour, A Batalha de Hastings, RMS Queen Mary, RMS Olympic, SS Great Britain, RSS Discovery, um contrapeso original do Big Ben, uma Batalha da Grã-Bretanha Spitfire e Hawker Hurricane, um Dambusters Lancaster, parte de uma musketball da Batalha de Waterloo.
- Segmentos relacionados a Shakespeare, Sir Isaac Newton, Charles Darwin, Edward Jenner, John Harrison, Joseph Banks, Florence Nightingale e outras figuras famosas também estão incluídos, bem como cópias digitais da Magna Carta e do Domesday Book.
- As duas maçanetas das portas, feitas por uma joalharia da Nova Zelândia, são decoradas individualmente com 24 diamantes e 130 safiras.
- As lâmpadas foram feitas à mão por Edinburgh Crystal.